# Zasada odroczonego pomiaru

Dwa równoważne obwody kwantowe: w obwodzie z lewej strony najpierw wykonywana jest operacja U na dolnym kubicie, warunkowana stanem górnego kubitu, a następnie wykonywany jest pomiar na górnym kubicie; w obwodzie z prawej najpierw wykonywany jest pomiar na górnym kubicie, a następnie operacja U na dolnym kubicie, warunkowana stanem górnego kubitu.

Zasada odroczonego pomiaru to fundamentalna zasada obliczeń kwantowych; zasada ta głosi, że przesunięcie pomiarów na kubitach do końca obliczeń kwantowych nie wpływa na rozkład prawdopodobieństwa wyników.
Konsekwencją tej zasady jest np. iż pomiary są przemienne z operacjami unitarnymi U, warunkowanymi stanami innych kubitów. Wybór, czy najpierw mierzyć stan kubitu, czy na końcu, a nawet w trakcie operacji U nie będzie miała żadnego wpływu na rozkład prawdopodobieństwa na końcu obwodu kwantowego. 
Dzięki zasadzie odroczonego pomiaru, pomiary w obwodzie kwantowym mogą być przesuwane tak, aby odbywały się w najlepszych momentach. Na przykład, pomiar kubitów tak wcześnie, jak to możliwe, może zmniejszyć maksymalną liczbę jednocześnie przechowywanych kubitów, umożliwiając uruchomienie algorytmu na komputerze kwantowym o mniejszej liczbie kubitów. Alternatywnie, odroczenie wszystkich pomiarów do końca obwodu kwantowego pozwala na ich analizę przy użyciu tylko czystych stanów.
Zasada ta umożliwia też bardziej wydajną symulację, upraszczając obliczenia. 